# Canzone del Piave
Canzone del Piave (deutsch Lied vom Piave; auch La leggenda del Piave) ist ein patriotisches Lied aus Italien, das 1918 von Ermete Giovanni Gaeta (1884–1961) unter dem Pseudonym E. A. Mario nach der zweiten Schlacht am Piave geschrieben und komponiert wurde. Das Lied erzählt kurz die Geschichte der italienischen Front im Ersten Weltkrieg, von dem Marsch der italienischen Armee von Venetien zur Frontlinie über die italienische Niederlage in der zwölften Isonzoschlacht und dem Widerstand am Piave bis zu dem italienischen Sieg in der Schlacht von Vittorio Veneto, die zum Zerfall Österreich-Ungarns führte.
Im Zweiten Weltkrieg ersetzte das Lied nach dem Waffenstillstand von Cassibile die Marcia Reale als Nationalhymne Italiens, da man sich von dem Königshaus distanzieren wollte, das in der öffentlichen Meinung entscheidend zum Aufstieg von Benito Mussolini beigetragen hatte. Nach der Befreiung Roms durch die Alliierten 1944 wurde die Marcia Reale wieder als Nationalhymne eingesetzt. 1946, mit der Abschaffung der Monarchie und der Ausrufung der Republik, wurde Il Canto degli Italiani zur neuen Hymne Italiens erhoben.

## Historischer Hintergrund
Das Lied handelt von historischen Ereignissen, die im Juni 1918 stattgefunden haben, als Österreich-Ungarn einen Angriff auf den Fluss Piave ausgeführt, um die Italiener und ihre Verbündeten endgültig zu besiegen. Zuvor hatten die italienischen Streitkräfte die Schlacht von Caporetto verloren. Der Angriff konnte von den Italienern mit Unterstützung der Koalitionstruppen und einem US-Regiment. abgewehrt werden, da die Österreicher sich wegen der Überschwemmung des Flusses gezwungen sahen, zu kapitulieren. Das dritte Heer der italienischen Armee besetzte am 4. Juli 1918 das gesamte Gebiet des Piave.

## Form und Inhalt
Das Lied besteht aus vier Strophen, die mit den Worten straniero bzw. stranieri („Fremder“ bzw. „Fremde“) enden. Das Gedicht hat zwar Endreime, die aber keinem einheitlichen Schema folgen.
Die erste Strophe handelt vom Kriegseintritt Italiens gegen Österreich und dem Marsch der Armee in der Nacht vom 23. zum 24. Mai 1915 zum Fluss Piave. Thema der zweiten Strophe ist die Niederlage von Caporetto am 24. Oktober 1917. Die dritte Strophe handelt vom Widerstand der Truppen gegen die Offensive der Österreicher im Juni 1918. In der letzten Strophe geht es um den Durchbruch der Italiener durch die feindlichen Linien am 24. Oktober 1918, was zum Sieg der Italiener führte.

## Das Manuskript
Das Original der Canzone wird im Museo Storico della comunicazione in Rom aufbewahrt. Der Autor hat die vier Strophen auf Formulare geschrieben, die damals von der italienischen Post verwendet wurden.